# Pentala Harikrishna
Pentala Harikrishna (ur. 10 maja 1986 w Andhra Pradesh) – indyjski szachista, arcymistrz od 2001 roku.

## Kariera szachowa
W 1996 roku zdobył tytuł mistrza świata dzieci w kategorii do 10 lat. W tym samym roku w Paryżu zajął drugie miejsce na mistrzostwach świata dzieci do lat 12 w szachach szybkich. W wieku czternastu lat zadebiutował w reprezentacji Indii na olimpiadzie w Stambule, gdzie osiągnął wynik arcymistrzowski. Dwie kolejne normy zdobył w 2001 roku – na turnieju Corus w Wijk aan Zee oraz w mistrzostwach Azji w Kalkucie, które ukończył na dziesiątym miejscu. W wieku piętnastu lat został najmłodszym indyjskim arcymistrzem w historii.
W 2001 roku zajął pierwsze miejsce w mistrzostwach Wspólnoty Brytyjskiej oraz w silnie obsadzonym turnieju szwajcarskim w Londynie. Uczestniczył w mistrzostwach świata FIDE w Moskwie, gdzie przegrał mecz w pierwszej rundzie z Aleksandrem Bielawskim. W 2002 roku zajął dzielone pierwsze miejsce na turnieju w Hastings. Rok później był najlepszym juniorem w mistrzostwach Wielkiej Brytanii. W 2004 w indyjskim mieście Koczin zdobył tytuł mistrza świata juniorów. W tym samym roku zwyciężył w mistrzostwach Indii (w latach poprzednich dwukrotnie był wicemistrzem, ustępując Krishnanowi Sasikiranowi).
W 2005 r. kontynuował pasmo sukcesów. W lutym, wspólnie z Borysem Gelfandem zajął I m. w turnieju kołowym na Bermudach, w maju podzielił II m. w bardzo silnie obsadzonym turnieju w Minneapolis, a w lipcu zwyciężył w turnieju kołowym w Taiyuanie. W 2006 r. triumfował w memoriale György Marxa w Paks, a w następnym roku w tym mieście podzielił I m. (wspólnie z Peterem Acsem). W 2008 r. zwyciężył (wspólnie z Warużanem Akobianem, Aleksandrem Oniszczukiem i Leonidem Kritzem) w Lubbock, natomiast w 2009 r. – w Nancy. W 2011 r. zdobył w Meszhedzie tytuł indywidualnego mistrza Azji, natomiast w 2012 r. zwyciężył w turnieju Tata Steel-B w Wijk aan Zee. W 2013 r. zwyciężył w turnieju Master Tournament festiwalu w Biel.
Wielokrotnie reprezentował Indie w turniejach drużynowych, m.in.:
- siedmiokrotnie na olimpiadach szachowych (w latach 2000, 2002, 2004, 2006, 2008, 2010, 2012)[4],
- dwukrotnie na drużynowych mistrzostwach świata (w latach 2010, 2011); medalista: wspólnie z drużyną – brązowy (2010)[5],
- trzykrotnie na drużynowych mistrzostwach Azji (w latach 2003, 2009, 2012); czterokrotny medalista: wspólnie z drużyną – złoty (2009) i dwukrotnie srebrny (2003, 2012) oraz indywidualnie – brązowy (2009 – na I szachownicy)[6],
- dwukrotnie na igrzyskach azjatyckich (w latach 2006, 2010); dwukrotny medalista: wspólnie z drużyną – złoty (2006) i brązowy (2010)[7],
- na halowych igrzyskach azjatyckich (w roku 2009); medalista: wspólnie z drużyną – brązowy (2009)[8].

Najwyższy ranking w dotychczasowej karierze osiągnął 1 listopada 2016 r., z wynikiem 2768 punktów zajmował wówczas 10. miejsce na światowej liście FIDE, jednocześnie zajmując 2. miejsce (za Viswanathanem Anandem) wśród indyjskich szachistów.
W roku 2006 został laureatem nagrody Arjuna Award.